# Нансенова награда за рад са избеглицама
Нансен награду за рад са избеглицама сваке године додељује Високи комесаријат Уједињених нација за избеглице (УНХЦР) појединцу, групи или организацији у знак признања за изузетне услуге на путу према избеглицама, расељеним лицима или особама без држављанства. Основан је 1954. године.

## Позадина
УНХЦР Нансенова награда за избеглице названа је по норвешком поларном истраживачу, државнику и добитнику Нобелове награде за мир Фридтјофу Нансену. Као први високи комесар за избеглице у Лиги народа, Нансенова достигнућа су направила значајан напредак у давању гласа присилно расељеним лицима. Награда се састоји од Нансенове медаље и новчане награде од 150.000 америчких долара коју су донирале владе Норвешке и Швајцарске као подршку пројекту помоћи расељеним лицима по избору примаоца, који је развијен у консултацији са УНХЦР-ом. Швајцарска и норвешка влада, Норвешки савет за избеглице и ИКЕА фондација подржавају УНХЦР-ов програм Нансенове награде за избеглице.
Сваке године УНХЦР Нансен награда за избеглице се додељује на достојанственој церемонији у Женеви, Швајцарска, „светској хуманитарној престоници“.
У 2011. УНХЦР је сарађивао са Универзитетом у Женеви, Фондацијом Pour Genève и Académie de droit international humanitaire et droits humains à Genève на организовању прве Нансен панел дискусије. Сада је годишњи догађај, дискусија која укључује женевску интелектуалну заједницу, медије и младе о проблему избеглица и раду УНХЦР-а.
Године 2012, у дискусији под насловом „Les femmes et la reconstruction de la Somalie: du trouble à l'espoir“ („Жене и реконструкција Сомалије: од превирања до наде“) учествовале су Лејма Гбови, добитница Нобелове награде за мир 2011. године, тајна добитница-генерал НРЦ Елизабет Расмусон и УНХЦР почасна доживотна амбасадорка добре воље Барбара Хендрикс.

## Номинације
Најјачи кандидати су они који су изашли из оквира дужности, који су показали истрајност и храброст и који су лично, директно и значајно помогли присилно расељеним лицима.
Номинације морају бити поднете преко веб странице УНХЦР-а за Нансенову награду за избеглице. Садашње или бивше особље УНХЦР-а не испуњавају услове.